# Merahi metua no Tehamana
Merahi metua no Tehamana és un quadre de Paul Gauguin del 1893, actualment en la col·lecció de l'Institut d'Art de Chicago. La pintura és un retrat de Teha'amana, la companya nativa de Paul Gauguin durant la seva primera estada a Tahití entre 1891 i 1893.
El títol, en tahitià normalitzat Mea rahi metua no Teha'amana, significa literalment «Tehamana té molts parents». Es refereix al fet que Teha'amana tenia uns pares adoptius a més dels pares reals, d'acord amb la tradició tahitiana. També s'ha conegut amb el títol més descriptiu de Els ancestres de Tehamana.

## Teha'amana

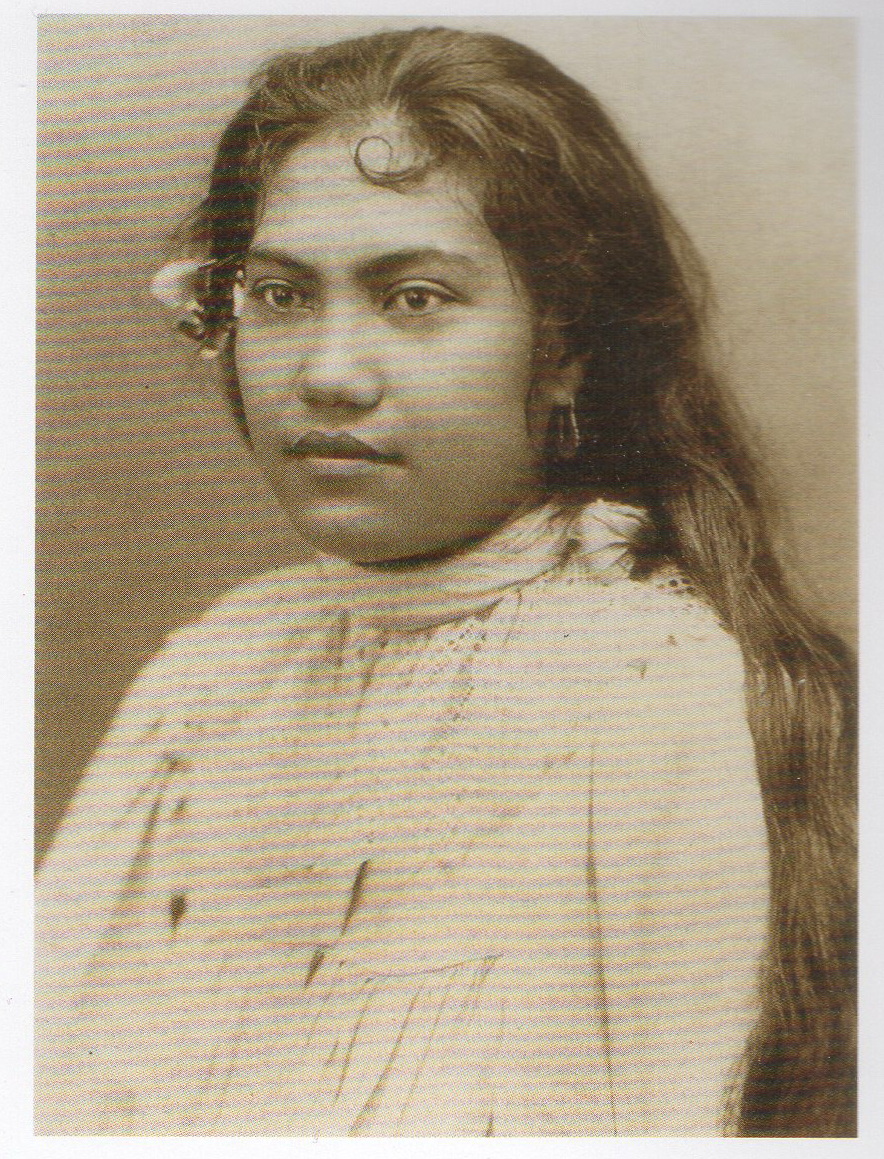
Probable fotografia de Teha'amana feta per Charles Georges Spitz al voltant del 1888.

Teha'amana era la muller nativa de Paul Gauguin durant la seva primera estada a Tahití entre 1891 i 1893. Era molt comú en aquell temps que els colons francesos prenguessin mullers natives, que anomenaven simplement vahine, «dona» en tahitià. El matrimoni era arranjat per la família per interessos d'estatus o econòmics i implicaven sovint a vahines molt joves, com era el cas de Teha'amana. Les noies normalment acceptaven tals matrimonis que generalment no consideraven vinculants i la noia era lliure de tornar casa en qualsevol moment. De fet, Teha'amana va declinar seguir la seva relació quan Gauguin va retornar a Tahití l'any 1895. Teha'amana sens dubte es considerava convencionalment casada segons els costums locals, però per Gauguin el matrimoni era clarament un arranjament provisional. No obstant això va manifestar un amor tendre per Teha'amana en la seva publicació Noa Noa, on l'anomenava Tehura. El llibre de Pierre Loti Le Mariage de Loti, que va influir Gauguin en la seva decisió de viatjar a Tahití, era una relat molt popular de tals matrimonis vint anys enrere. En el relat de Loti la seva muller tenia catorze anys, mentre que Teha'hana, segons Gauguin, en tenia només tretze.
El nom Teha'amana està format per l'article definit te, la partícula causativa ha'a i el substantiu mana («força»), per tant significa «la que dona força», nom usat sovint en antigues pregàries i en el folklore.
La família de Teha'amana provenia de Rarotonga, una de les illes Cook. Abans d'establir-se a Tahití, van estar algun temps a Huahine, una de les illes de la Societat, on Teha'amana va néixer. A Tahití es van establir a Fa'aone, a l'est de Mataiea on Gauguin tenia la seva cabana. Es van trobar en algun moment durant o després de novembre de 1891, prenent el mateix dia Teha'amana com la seva vahine. No es coneix cap certificat de naixement que confirmi la seva edat, però probablement era adolescent, com les altres dues vahines que va tenir posteriorment. L'agost de 1892 estava embarassada segons consta en una carta de Gauguin, però no se sap que hagués tingut cap fill. Danielsson pensa que va avortar, mentre que Mathews creu més probable que fos adoptat d'acord amb els costums de la societat tahitiana. Quan Gauguin va retornar l'any 1895, Teha'amana s'havia tornat a casar, tot i així va passar una setmana amb ell fins que el va deixar definitivament tornant amb el seu marit. Després de la mort de Gauguin, quan ja havia esdevingut famós, Teha'amana no va fer cap pas per presentar-se com la seva vahine. Mathews pensa que això pot ser un indici que en realitat no es tractava d'una única Teha'amana, o que simplement va restar indiferent a la seva memòria com un assumpte sense conseqüències.
Teha'amana va morir el 9 de desembre de 1918 a Mataiea d'una epidèmia de grip. La seva tomba no té cap indicació de la seva relació amb Gauguin.

## Descripció

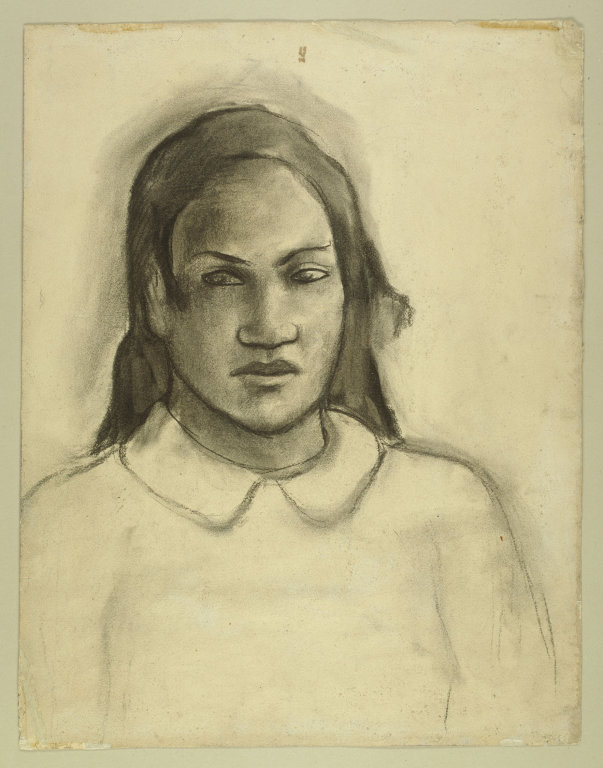
Estudi al carbó, c. 1891-3, Institut d'Art de Chicago

El quadre porta la inscripció «MERAHI METUA NO / TEHAMANA» sota l'ídol. A banda del seu significat literal, «Tehamana té molts parents», el seu emplaçament sota l'ídol també pot remarcar la creença que tots els tahitians descendeixen de la unió dels antics déus Hina i Ta'aroa.
Danielsson indica que és un retrat fidel representant Teha'amana de forma sumptuosa vestida amb el seu millor vestit de festa i sostenint un ventall de palma, símbol de bellesa. La flor de tiara vermella que porta en l'orella esquerra significa que és casada. Quan l'investigador Danielsson va mostrar anys després una fotografia del retrat a un nadiu, Puto'ura a Ta'iterafa'ato'a la va reconèixer immediatament, identificant la cicatriu sobre l'ull dret com el resultat d'un accident va patir quan era molt jove muntant un poni.
Charles Stuckey remarca que els dos mangos madurs, situats en una taula baixa a la dreta de Teha'amana, probablement representen l'abundància de Tahití, o bé la fertilitat de Teha'amana. L'ídol és una representació de Hina, presa d'escultures hindús, amb el gest de llarga vida. Com a contrapartida, els caps sobre les espatlles de Teha'amana són esperits de la mort, suggerint un diàleg entre el bé i el mal o entre la vida i la mort. Els símbols darrere el cap de Teha'amana són glifs de rongorongo de l'illa de Pasqua, tot i que les representacions de Gauguin són imaginàries. Aquests glifs havien estat descoberts poc més de trenta anys abans i Gauguin n'hauria vist mostres tant en l'Exposició Universal de 1889 com a Papeete, on un bisbe local que els investigava en tenia alguns exemplars. Aquests glifs no han estat mai desxifrats i la intenció de Gauguin era probablement emfasitzar la impenetrabilitat de la cultura tahitiana. En el seu relat Noa Noa, assenyala que Tehama'ana era impenetrable, per això potser li va donar una expressió de Mona Lisa.
El retrat està basat en un estudi previ fet al carbó. Aquest fet, i tenint en compte els braços desproporcionadament curts, suggereix que el retrat no hauria estat pintat directament de la model.

## Altres retrats

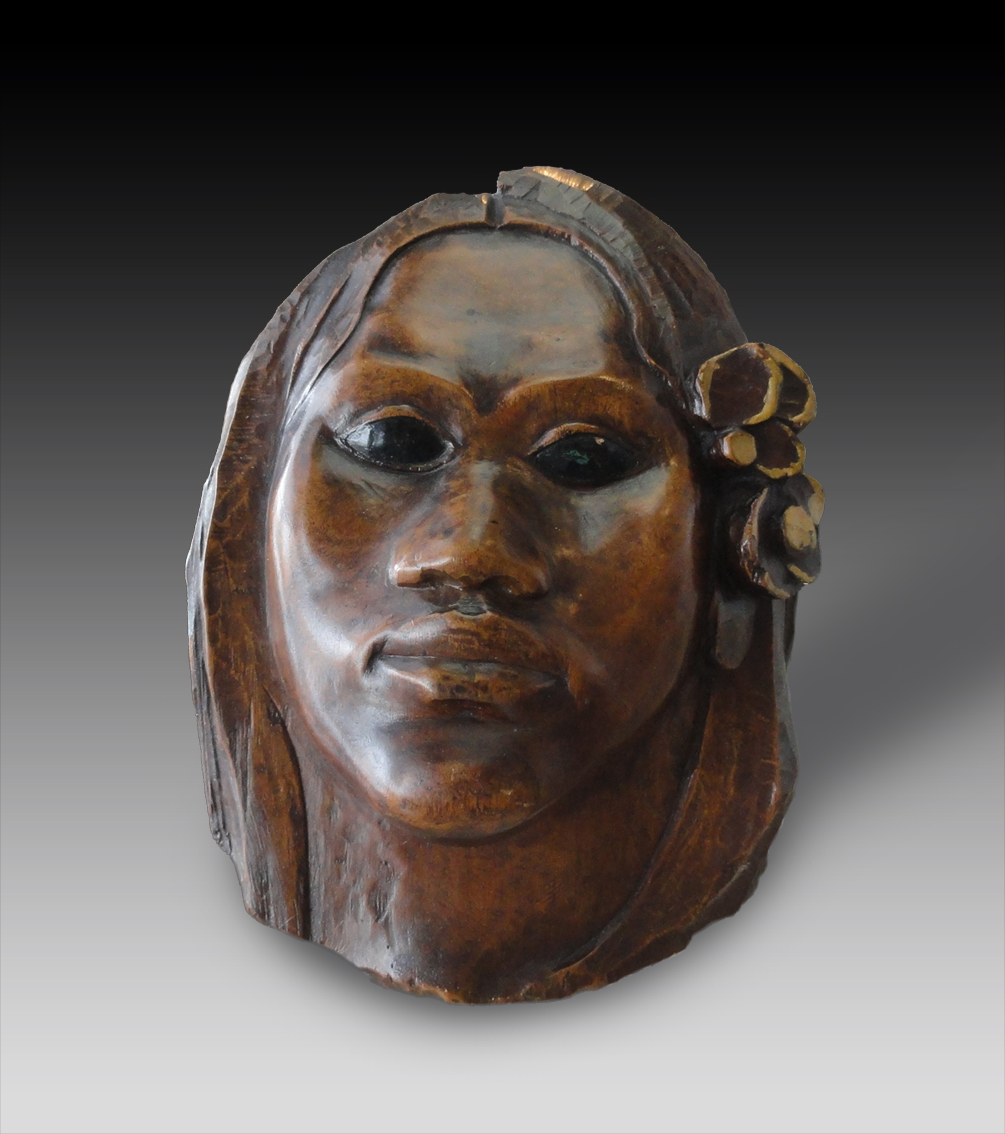
Tehura, cap esculpit en fusta policromada, c. 1892, Museu d'Orsay, Paris

Probablement Gauguin va utilitzar Teha'amana com a model en altres obres, com Manao tupapau, però difícilment es pot identificar el seu retrat. L'única obra que se sap del cert que és un retrat de Teha'amana és un cap esculpit en forma de màscara buida conservat al Museu d'Orsay. En l'interior del revers hi ha una figura d'Eva. Pot ser una referència al paradís edènic que Gauguin deia que va trobar amb Teha'amana. Com que Gauguin va qüestionar la seva fidelitat en el relat Noa Noa, també podria suggerir les fantasies de Teha'amana com a temptacions d'Eva; els ulls verds del cap policromat podrien indicar gelosia.

## Historial

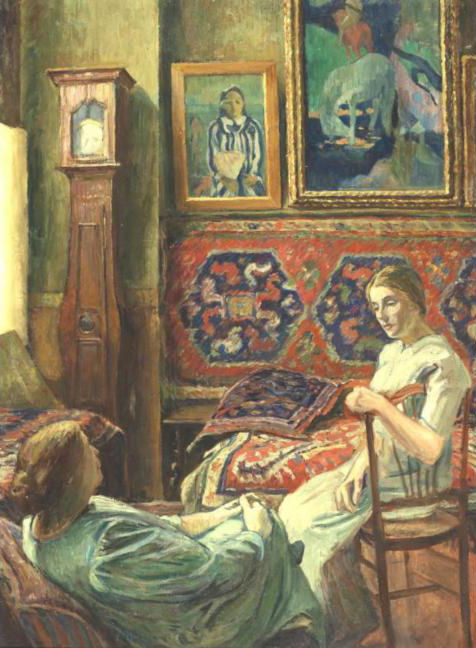
Conversa al taller a Cornellà de Conflent, de Daniel de Monfreid reproduint quadres de Gauguin de la seva col·lecció.

El retrat va ser presentat a la subhasta de l'Hôtel Drouot de 1895. No va trobar comprador per només 300 francs. Gauguin el va donar al seu amic Daniel de Monfreid dient-li que tenia un valor sentimental per a ell.
La màscara esculpida la va donar el 1894 a Annette Belfis després d'haver posat per a un quadre. Posteriorment, Annette es va casar amb Daniel de Monfreid que la va conservar en la seva col·lecció.